# Флоріан Бонерт
Флоріан Бонерт (люксемб. Florian Bohnert, нар. 9 листопада 1997, Люксембург) — люксембурзький футболіст, півзахисник збірної Люксембургу та німецького Шальке 04 II.

## Клубна кар'єра
Вихованець дитячої команди футбольного клубу «Авенір» (Бегген), за який він виступав до 2011. Два роки перебував у юнацькій команді футбольного клубу «Расінг» (Люксембург), а вже 2013 перебрався до німецької футбольної команди «Саарбрюккен», де виступає на молодіжному рівні, причому одразу спочатку серед 17-річних гравців, а згодом зіграє два сезони в чемпіонаті серед 19-річних гравців.
28 липня 2016 з Флоріаном укладає угоду Шальке 04 II, яка виступає в Регіональній лізі (четвертий дивізіон Німеччини), а вже 5 серпня 2016 півзахисник відзначається голом у ворота «Кельна» ІІ.
| Дата       | Місто      | Господарі  | Результат | Гості      | Турнір            | Голи | Примітки |
| ---------- | ---------- | ---------- | --------- | ---------- | ----------------- | ---- | -------- |
| 31-5-2016  | Люксембург | Люксембург | 1 – 3     | Нігерія    | Товариський матч  | -    | 46'      |
| 2-9-2016   | Рига       | Латвія     | 3 – 1     | Люксембург | Товариський матч  | -    | 54'      |
| 6-9-2016   | Софія      | Болгарія   | 4 – 3     | Люксембург | Відбір до ЧС 2018 | 1    | 68'- 78' |
| 7-10-2016  | Люксембург | Люксембург | 0 – 1     | Швеція     | Відбір до ЧС 2018 | -    |          |
| 10-10-2016 | Борисов    | Білорусь   | 1 – 1     | Люксембург | Відбір до ЧС 2018 | -    | 72'      |
| 13-11-2016 | Люксембург | Люксембург | 1 – 3     | Нідерланди | Відбір до ЧС 2018 | -    |          |
| 25-3-2017  | Люксембург | Люксембург | 1 – 3     | Франція    | Відбір до ЧС 2018 | -    | 63'      |
| 28-3-2017  | Есперанж   | Люксембург | 0 – 2     | Кабо-Верде | Товариський матч  | -    | 30'      |
| Усього     |            | Матчів     | 8         |            | Голів             | 1    |          |